# 가면 라이더 1호
가면 라이더 1호(仮面ライダー1号, Kamen Rider 1 Go)는 일본에서 제작된 카네다 오사무 감독의 2016년 액션 영화이다. 후지오카 히로시 등이 주연으로 출연하였다.

## 출연

### 주연
- 후지오카 히로시
- 니시메 슌
- 오카모토 나츠미
- 아베 츠요시
- 나가사와 나오

### 조연
- 타케다 코조
- 오오사와 히카루
- 야마모토 료스케
- 야나기 타카유키